# Roy Goldstein
Roy Goldstein (20 de junio de 1993) es un ciclista israelí que fue profesional entre 2015 y 2019, militando en las filas del conjunto Israel Cycling Academy durante toda su trayectoria. Su hermano Omer Goldstein también es ciclista profesional.
El 2 de diciembre de 2019 anunció su retirada como ciclista profesional a los 26 años de edad.

## Palmarés
2012
- 2.º en el Campeonato de Israel en Ruta

2014
- 3.º en el Campeonato de Israel en Ruta

2015
- 3.º en el Campeonato de Israel en Ruta

2016
- 3.º en el Campeonato de Israel en Ruta

2017
- Campeonato de Israel en Ruta

2018
- Campeonato de Israel en Ruta

## Equipos
- Israel Cycling Academy  (2015-2019)
  - Cycling Academy (2015-2016)
  - Israel Cycling Academy (2017-2019)